# Кавалерія Святого Георгія

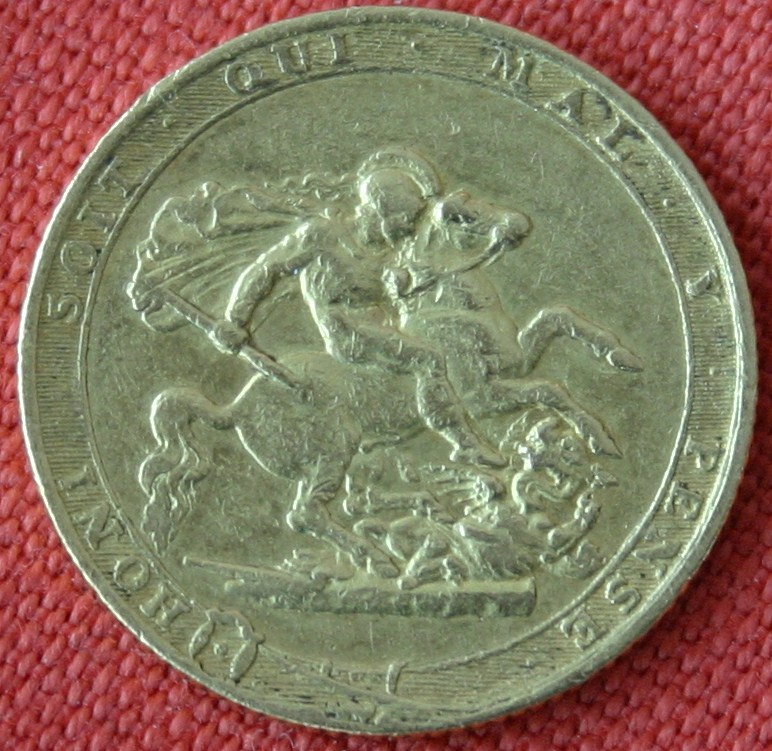
Британський соверен 1817 року

Кавалерія Святого Георгія, або ж Золота кавалерія Святого Георгія (англ. Golden Cavalry of St George) — стала назва субсидій, які британський уряд виплачував іншим державам Європи у XVIII—XIX століттях, зокрема під час наполеонівських воєн. Термін є евфемізмом і обігрує вигляд британських золотих монет — соверенів, на яких було зображено Святого Георгія, покровителя Англії, який верхи на коні вбиває дракона.
Початки цієї політики сягають війни за іспанську спадщину, коли головним англійським союзником на континенті були австрійські Габсбурги. Виплати віденському двору були продовжені і під час війни за австрійську спадщину.

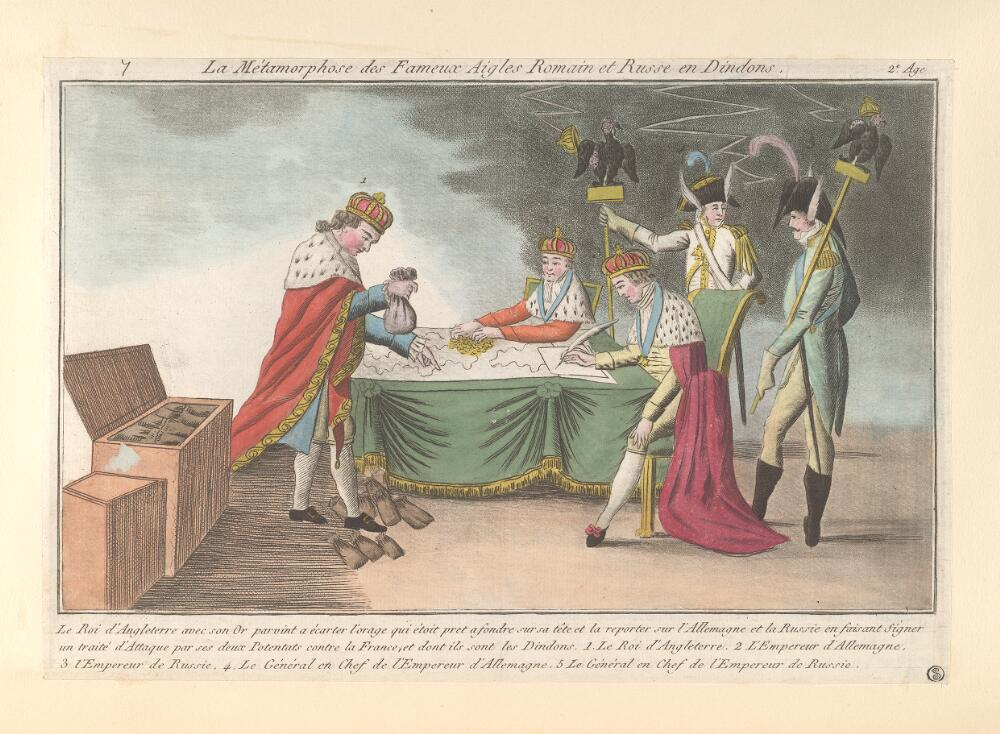
Британія платить союзникам за третьою антифранцузькою коаліцією. Французька карикатура

Одночасно «субсидна конвенція» була укладена і з Росією — за 100 тисяч фунтів стерлінгів на рік Петербург обіцяв виставити 30-тисячну армію для допомоги Австрії проти Пруссії. Оскільки вже наступного року уклали мир, конвенція вважалася вичерпаною. В 1755 році уклали нову угоду. Росія обіцяла виставити 55 тисяч вояків, отримувала 100 тисяч авансу й обіцянку 500 тисяч за кожний рік бойових дій. Щоправда «дипломатична революція» з переходом Пруссії на бік Британії, а Австрії на бік Франції залишила конвенцію невиконаною.
У Семирічній війні Британія поширила практику субсидій на Пруссію. Конвенція, підписана в квітні 1758 року, гарантувала Берліну виплату 670 тисяч фунтів стерлінгів на рік.
Найбільшого масштаби практика виплат союзникам досягла під час революційних та наполенівських війн. Британія, яка мала великий флот, але відносно невелику армію, виплатила мільйони фунтів стерлінгів союзникам за розгортання їхніх власних армій проти французів. Зокрема, Австрія отримала 1,5 мільйони фунтів стерлінгів для кампанії в Нідерландах у 1793 році. Для збору необхідних коштів Вільям Пітт-молодший змушений був запровадити в Британії податок на прибуток.
Найбільшим отримувачем допомоги зрештою знову стала Росія. Імператор Павло I взявся виставити 45-тисячну армію, якщо британці заплатять 225 тисяч фунтів стерлінгів одразу та ще мільйон і 350 тисяч фунтів стерлінгів за кожен рік бойових дій. Але не виконав обіцянки в повному обсязі. Олександр I отримав на спорядження 100-тисячну армію отримав 2 мільйони фунтів стерлінгів. Фінансова допомога та постачання зброї британцями допомогла Росії перемогти у війні 1812 року і дійти до Парижа в 1814 році, встановивши російську гегемонію над континентальною Європою.
Практику грошових субсидій союзникам британці використовували і в XX сторіччі. Під час Арабського повстання проти Османської імперії виплати здійснював Томас Едвард Лоуренс (Лоуренс Аравійський) — який відтак отримав прізвисько Абу Хаял, тобто «батько вершників». Термін «Кавалерія Святого Георгія» застосовували і для позначення омасштабного підкупу іспанських чиновників під час диктатури Франциско Франко, щоб запобігти Іспанії приєднатися до Німеччини у Другій світовій війні.